# Song Shenzong
Song Shenzong (宋神宗), född 1048, död 1085, var den sjätte kejsaren under den kinesiska Songdynastin (960–1279) och regerade 1067–1085. Hans personliga namn var Zhao Xu (赵顼). Kejsar Shenzong tillträdde efter att hans far, kejsar Yingzong, avlidit 1067.
Kejsare Shenzong genomförde med hjälp av statsmannen Wang Anshi en helt paket med nya lagar, "Nya lagarna" (新法), vilka innehöll reformer inom ett flertal områden. Lagarna var principfasta men fick en hel del motståndare. Efter att kejsare Shenzong avlidit år 1085 och Wang Anshi avlidit 1086 avskaffades lagarna en efter en. Shenzong efterträds efter sin död av sin son kejsare Zhezong. Kejsare Shenzong begravdes liksom de flesta kejsare under Norra Song i Gongyi i Henan.
Kejsare Shenzong har bedömts som världens tredje rikaste person genom alla tider då hans imperium stod för mer än en fjärdedel av hela världens BNP i kombination med kejsarens extrema förmåga att driva in skatt.